# ブリジット・ジョーンズの日記 ダメな私の最後のモテ期
『ブリジット・ジョーンズの日記 ダメな私の最後のモテ期』（ブリジット・ジョーンズのにっき ダメなわたしのさいごのモテき、原題: Bridget Jones's Baby）は、2016年のイギリス・アメリカ合衆国・フランス合作のロマンティック・コメディ映画である。監督をシャロン・マグワイア、主演をレニー・ゼルウィガー、コリン・ファース、パトリック・デンプシーが務めている。『ブリジット・ジョーンズの日記 きれそうなわたしの12か月』（2004年）の続編である。

## あらすじ
ブリジット・ジョーンズは、母親からのプレッシャーを受けつつ、43歳の孤独な誕生日を迎えた。航空機の事故で亡くなったダニエルの葬儀に参列する。女性たちが多く集まり、弔辞からは彼が口説き文句を使いまわしていたことも分かり、ダニエルの為人を思い起こすのだった。葬儀には、かつての恋人マーク・ダーシーが妻を伴って参列しており、ブリジットは多少の未練を感じる。
ブリジットは独身の同僚ミランダに騙されるような形で、野外ロック・フェスに参加する。もう５年も恋人がいないブリジットに、ミランダは「最初に出会った男と寝ること」と告げる。ブリジットは要領の悪さを発揮するが、早速ダンディなジャックと知り合い、さらに泊まるテントを間違えた勢いで関係を持つ。
その１週間後、ブリジットは旧友の赤ちゃんの洗礼式に急遽代母として参加。代父を務めたのは、なんとマークだった。マークは離婚調停中であり、思いがけない再会に二人は盛り上がると、そのまま勢いで関係を持つ。
しばらく後、ブリジットは自分が妊娠したことに気が付く。ジャック、そしてマークと関係を持った際に使った使用期限切れのコンドームが、役目を果たさなかったのだった。母となる感動の一方、主治医のローリングスに執拗に妊娠した日を尋ねるブリジットの姿に、彼女も事情を察する。
ジャックは今話題の婚活サービスの経営者で大富豪。インタビューを口実に呼び出して再会し、妊娠を告げる。一方のマークにも妊娠を打ち明ける。二人とも彼女の妊娠を喜ぶが、ブリジットは父親が特定できないことを告げられない。そこでローリングス医師の協力で定期検診を２回受け、自分の子だと信じているジャックとマークを別々に付き添わせる。
キャリアのかかったプレゼンテーションの際、ジャックとマークが鉢合わせてしまい、ついにブリジットはどちらかの子を妊娠したことを打ち明ける。二人は、互いをライバル視しながら、ブリジットの子の父になるべく奮闘する。しかし、マークはジャックの婚活サービスで、ブリジットとの相性が悪いことに傷つき、さらにジャックからコンドームを使用しなかったと告げられてショックを受けると、ブリジットとジャックから距離を置く。ジャックは素晴らしい男性で、ブリジットを良くサポートするが、自分自身の子でなければ受け入れられないと話すことが気がかりだった。やがてブリジット自身もマークを愛していることに気付き、ジャックもまた彼女から距離を置いてしまう。
クリスマスの日、ブリジットは貴重品ごとカバンを紛失してしまい途方に暮れていた。一人でも立派な母になろうと決意を新たにするブリジットの元に、マークが現れ愛を告白し、彼女を自宅に連れ帰る。すると破水し、陣痛が始まる。マークは仕事の電話を無視すべく、携帯電話を投げ捨てたためタクシーも呼べず、渋滞やデモに巻き込まれ、苦労しながら病院へ連れていく。
ジャックも病院に駆けつけるが、二人とも全くブリジットの役には立たず、分娩室から出ようとする。痛みに耐えかねたブリジットに、マークとジャックが手を差し伸べるが、ブリジットが無意識に選んだのはマークだった。どちらの子でも受け入れるというマークとブリジットの絆の前に、ジャックは席を外す。こうして赤ちゃんが誕生し、ロリーングス医師はDNA検査をする。
1年後、ブリジットとマークは可愛い男の子：ウィリアムとともに結婚式を挙げたのだった。新聞は、ダニエルの奇跡的な生存を報じていた。

## キャスト
※括弧内は日本語吹替
- ブリジット・ジョーンズ（英語版） - レニー・ゼルウィガー（松本梨香）
- マーク・ダーシー - コリン・ファース（井上倫宏）
- ジャック・クワント - パトリック・デンプシー（井上和彦）
- コリン・ジョーンズ - ジム・ブロードベント（川久保潔）
- パメラ・ジョーンズ - ジェマ・ジョーンズ（沢田敏子）
- ドクター・ローリングス - エマ・トンプソン（高島雅羅）
- ジェフリーおじさん - ジェームズ・フォークナー
- シャザー - サリー・フィリップス（英語版）（中澤やよい）
- ジュード - シャーリー・ヘンダーソン（かないみか）
- トム - ジェームズ・キャリス（英語版）
- ミランダ - サラ・ソルマーニ（英語版）（本田貴子）
- アリス - ケイト・オフリン（英語版）
- エドワード - メイトランド・チャンドラー

## 上映
2016年9月5日、ロンドンにて本作のプレミア上映が行われた。イギリスとアメリカ合衆国では9月16日に公開された。フランスでは10月5日に公開された。

## 評価
Rotten Tomatoesには167件の批評家レビューがあり、平均値は6.3点、支持率は77%となっている。Metacriticには42件の批評家レヴューがあり、平均値は59点となっている。
『The Hollywood Reporter』のレスリー・フェルペリンは、「レニー・ゼルウィガーの目には生気が感じられず、彼女が演じるブリジット・ジョーンズに漂う倦怠感は本作の魅力を減じている」と述べて、レニー・ゼルウィガーの演技を批判した。『Variety』のキャサリン・ブレイは、「本作は主人公が40代で直面するかもしれない問題を誠実に取り上げようとしており、前作の『ブリジット・ジョーンズの日記 きれそうなわたしの12か月』よりも良い出来に仕上がっている」と評価した。

### 受賞
| 年   | 映画賞     | 賞           | 対象 | 結果 | 出典   |
| ---- | ---------- | ------------ | ---- | ---- | ------ |
| 2016 | 英国映画賞 | コメディー賞 |      | 受賞 | [ 11 ] |